# آردو
آردو (استونیایی: alevik) یک روستا در دهستان کوسه، شهرستان هاریو در شمال استونی است. این روستا در سال ۲۰۲۰ میلادی ۴۷۱ نفر جمعیت داشته‌است.